# Bisbat de Hasselt
|  | Aquest article tracta sobre el Bisbat de Hasselt. Vegeu-ne altres significats a «Hasselt». |

El Bisbat de Hasselt (francès:  Diocèse de Hasselt; neerlandès: Bisdom Hasselt; llatí: Dioecesis Hasseletensis ) és el bisbat catòlic més jove de Bèlgica. És sufragània de l'arquebisbat de Malines-Brussel·les. El 2006 tenia 702.000 batejats de 809.942 habitants. Actualment està regida pel bisbe Patrick Hoogmartens.

## Territori
La diòcesi comprèn la província belga de Limburg. La seu episcopal és la ciutat de Hasselt, on es troba la Catedral de Sant Quintí.
El territori està dividit en 312 parròquies.

## Història
Fou creat el 31 de maig de l'any 1967, mitjançant la butlla Qui christianorum del Papa Pau VI, després de l'escissió del bisbat de Lieja segons la frontera lingüística belga del 1963: així les parròquies de llengua flamenca quedaven reunides en una nova diòcesi, mentre que les de llengua francesa restaven a la diòcesi mare.

## Bisbes
- Jozef-Maria Heuschen (1967-1989)
- Paul Schruers (1989-2004)
- Patrick Hoogmartens (2004-……)

## Estadístiques
A finals del 2006, la diòcesi tenia 702.000 batejats sobre una població de 809.942 persones, equivalent al 86,7% del total.
| any  | població | població | població | sacerdots | sacerdots       | sacerdots       | sacerdots             | diaques | religiosos | religiosos | parroquies |
| ---- | -------- | -------- | -------- | --------- | --------------- | --------------- | --------------------- | ------- | ---------- | ---------- | ---------- |
| any  | batejats | total    | %        | total     | clergat secular | clergat regular | batejats por sacerdot | diaques | homes      | dones      |            |
| 1969 | 580.000  | 648.012  | 89,5     | 1.135     | 732             | 403             | 511                   |         | 795        | 2.600      | 296        |
| 1980 | 564.000  | 710.715  | 79,4     | 1.058     | 719             | 339             | 533                   | 14      | 612        | 1.911      | 318        |
| 1990 | 584.000  | 740.000  | 78,9     | 854       | 576             | 278             | 683                   | 47      | 448        | 1.387      | 316        |
| 1999 | 645.000  | 783.927  | 82,3     | 746       | 484             | 262             | 864                   | 73      | 338        | 990        | 316        |
| 2000 | 645.000  | 787.491  | 81,9     | 717       | 462             | 255             | 899                   | 75      | 330        | 956        | 312        |
| 2001 | 600.000  | 791.178  | 75,8     | 710       | 446             | 264             | 845                   | 75      | 330        | 882        | 312        |
| 2002 | 600.000  | 794.785  | 75,5     | 677       | 431             | 246             | 886                   | 75      | 307        | 839        | 312        |
| 2003 | 600.000  | 798.583  | 75,1     | 643       | 405             | 238             | 933                   | 77      | 300        | 810        | 312        |
| 2004 | 719.000  | 803.892  | 89,4     | 608       | 375             | 233             | 1.182                 | 77      | 294        | 828        | 312        |
| 2006 | 702.000  | 809.942  | 86,7     | 578       | 354             | 224             | 1.214                 | 75      | 274        | 774        | 312        |